# Théorie de Marcus
Pour les articles homonymes, voir Marcus.
La théorie de Marcus explique les valeurs des constantes de vitesse des réactions de transfert d'électrons, c'est-à-dire les vitesses avec lesquelles les électrons passent d'une espèce chimique (le donneur d'électrons) à une autre (l'accepteur d'électrons), située à grande distance de la première. 
Cette théorie, qui est utilisée pour décrire un grand nombre de processus importants en chimie et en biologie, notamment le transfert d'électrons dans les enzymes de la photosynthèse, la corrosion, certains types de chimiluminescence, la séparation des charges dans certains types de cellules solaires, etc. a valu à son auteur Rudolph Marcus le prix Nobel de chimie en 1992.
La théorie de Marcus considère les réactions de transferts d'électrons en sphère externe, dans lesquelles les deux espèces chimiques qui échangent un électron ne subissent pas de grands changements structurels. Elle a été étendue aux transfert d'électrons en sphère interne, dans lesquelles un changement de solvatation ou de coordination des deux espèces chimiques est pris en compte.
Pour les réactions de transfert d'électrons sans création ou rupture de liaison, la théorie de Marcus remplace la théorie de l'état de transition d'Eyring  qui a été dérivée pour les réactions avec des changements structurels. Les deux théories conduisent à des équations de la même forme exponentielle. Cependant, alors que dans la théorie d'Eyring, les partenaires de la réaction sont fortement couplés au cours de la réaction pour former un complexe activé structurellement défini, dans la théorie de Marcus, ils sont faiblement couplés et conservent leur individualité. C'est la réorganisation induite thermiquement du solvant et des ligands qui crée la situation géométriquement favorable avant et indépendamment du transfert d'électrons.

## La loi de Marcus
La théorie de Marcus classique pour les réactions de transfert d'électrons en sphère externe permet le calcul de la constante de vitesse de transfert d'électrons en fonction de l'énergie libre d'activation de Gibbs, en utilisant les propriétés de polarisation du solvant, la taille des réactifs, la distance de transfert et l'énergie libre de Gibbs de la réaction d'oxydoréduction. 

## La région inversée
Le résultat le plus surprenant de la théorie de Marcus est l'existence d'une région inversée : alors que les vitesses de réaction deviennent généralement plus grande avec l'augmentation de l'exergonicité de la réaction, le transfert d'électrons doit, selon la théorie de Marcus, être lent lorsque la réaction est trop favorable thermodynamiquement. Les scientifiques ont cherché la preuve de cette région inversée pendant 30 ans, jusqu'à ce qu'elle soit vérifiée expérimentalement sans équivoque en 1984.

## Transfert d'électron interfacial
Outre les applications au transfert d'électron en sphère interne et externe, la théorie de Marcus a été étendue pour traiter du transfert d'électron depuis ou vers des molécules à la surface de métaux; elle est alors connue sous le nom de théorie de Marcus-Hush-Levich. Il n'y a pas de région inversée dans le cas du transfert d'électrons interfacial, mais une valeur asymptotique de la constante de vitesse (un plateau) est atteinte lorsque le potentiel d'électrode est très différent du potentiel d'oxydoréduction du couple rédox en question.
Dans la limite où le potentiel d'électrode est voisin du potentiel d'oxydoréduction du couple rédox, la théorie de Marcus-Hush-Levich donne une justification à la relation empirique de Butler-Volmer, en prédisant une variation exponentielle de la constante de vitesse avec le potentiel d'électrode.